# 枢密院 (カナダ)
国王のカナダ枢密院（こくおうのカナダすうみついん、英語：King's Privy Council for Canada、仏語：Conseil privé du Roi pour le Canada）は、カナダ国王の国政上の諮問機関。国政上の問題について、カナダ政府（内閣）が国王または総督に対し提言を行うため、選挙により選出された国会議員で構成される組織。内閣は元来枢密院内の委員会であったが、現在は行政上の実権を握っている。
枢密顧問官は、首相の指示により総督から終身顧問官として任命されるので、圧倒的に元閣僚が多く、それ以外の顧問官は名誉職の様な位置づけである。枢密顧問官は氏名の後に「PC（Privy Counsellorの略）」の称号が表示され、「The Honourable」の敬称が使用される。
政府の閣内に枢密院事務局があり、閣僚の一員である枢密院議長が担当する。枢密院議長は枢密院議事遂行の他、カナダ国王に関する儀礼的な役割も持つ。